# Robin Tim Becker
Robin Tim Becker (1997. január 18. –) német utánpótlás-válogatott labdarúgó, aki jelenleg az Eintracht Braunschweig játékosa.

## Statisztika
2016. július 18. szerint.
| Klub                   | Szezon   | Bajnokság | Bajnokság | Kupa  | Kupa | Nemzetközi | Nemzetközi | Összesen | Összesen |
| Klub                   | Szezon   | Mérk.     | Gól       | Mérk. | Gól  | Mérk.      | Gól        | Mérk.    | Gól      |
| ---------------------- | -------- | --------- | --------- | ----- | ---- | ---------- | ---------- | -------- | -------- |
| Bayer Leverkusen       | 2014–15  | 0         | 0         | 0     | 0    | 0          | 0          | 0        | 0        |
| Bayer Leverkusen       | 2015–16  | 0         | 0         | 0     | 0    | 0          | 0          | 0        | 0        |
| Bayer Leverkusen       | Összesen | 0         | 0         | 0     | 0    | 0          | 0          | 0        | 0        |
| 1. FC Heidenheim       | 2016–17  | 1         | 0         | 7     | 0    | 8          | 0          | 0        | 0        |
| 1. FC Heidenheim       | Összesen | 1         | 0         | 7     | 0    | 0          | 0          | 8        | 0        |
| Eintracht Braunschweig | 2017–18  | 0         | 0         | 0     | 0    | 0          | 0          | 0        | 0        |
| Eintracht Braunschweig | Összesen | 0         | 0         | 0     | 0    | 0          | 0          | 0        | 0        |
| Összesen               | Összesen | 1         | 0         | 7     | 0    | 0          | 0          | 8        | 0        |